# Daniel Sikorski
Daniel Sikorski (* 2. November 1987 in Warschau) ist ein ehemaliger österreichischer Fußballspieler, der auch die polnische Staatsbürgerschaft besitzt.

## Karriere

### Vereine
Aus der Jugend des SV Waidhofen an der Thaya hervorgegangen wechselte Sikorski 2002 zur Fußballakademie St. Pölten und gelangte zur Saison 2005/06 zur zweiten Mannschaft des FC Bayern München, für die er in der Regionalliga Süd in drei Spielzeiten 67 Mal eingesetzt wurde und 16 Tore erzielte. Sein Debüt gab er am 6. August 2005 (1. Spieltag) beim 1:0-Heimsieg über den SSV Jahn Regensburg, als er in der 58. Minute für Florian Müller eingewechselt wurde. Sein erstes Tor erzielte er am 27. Mai 2006 (34. Spieltag) – neun Minuten nach seiner Einwechslung für Sandro Wagner – in der 79. Minute zum 1:1-Endstand im Heimspiel gegen Eintracht Trier. Es folgten zwei Spielzeiten in der ab 2008/09 neu geschaffenen 3. Liga, in der er in 68 Spielen 17 Tore erzielte. Er debütierte am 27. Juli 2008 (1. Spieltag) beim 2:1-Sieg im Heimspiel gegen den 1. FC Union Berlin und erzielte am 16. August 2008 (3. Spieltag) mit dem 1:0-Siegtreffer gegen Dynamo Dresden auch sein erstes Drittligator. Zwischenzeitlich gehörte Sikorski zum erweiterten Profi-Kader der ersten Mannschaft, in der er – während einer Reise nach Hongkong – im Spiel gegen den FC São Paulo zum Einsatz kam.
Zur Saison 2010/11 wechselte er ablösefrei zum polnischen Erstligisten und Rekordmeister Górnik Zabrze, bei dem er einen Dreijahresvertrag bis Ende Juni 2013 unterschrieb. Nach nur einer Saison jedoch, in der Sikorski für Górnik Zabrze in 26 Ligaspielen sechs Tore erzielte, wechselte er zur Saison 2011/12 für eine Ablösesumme von umgerechnet etwa 400.000 Euro zum Ligakonkurrenten und Hauptstadtclub Polonia Warschau. Dort kam er jedoch nur anfangs regelmäßig zum Einsatz, war später nur noch Ergänzungsspieler und wurde dann nur noch in der zweiten Mannschaft, die in der separaten Nachwuchsliga Młoda Ekstraklasa spielt, eingesetzt. Mitte Juni 2012 einigte sich der Spieler mit dem Verein darauf, seinen Vertrag vorzeitig zum Ende der Saison 2011/12 aufzulösen. Ende Juni 2012 gab dann der Spitzenklub Wisła Krakau die Verpflichtung von Sikorski zur Saison 2012/13 bekannt. Er unterschrieb einen bis Ende Juni 2013 gültigen Vertrag mit Option auf zwei weitere Jahre. Nachdem sein Vertrag nicht verlängert worden war, unterschrieb er einen Zweijahresvertrag mit dem Schweizer Erstligisten FC St. Gallen. Während seines ersten Einsatzes in der U-21-Nachwuchsmannschaft des FCSG zog er sich jedoch einen Kreuzbandriss zu und musste mehrere Monate pausieren. Am 14. September 2014 (8. Spieltag) debütierte er schließlich in der Profi-Mannschaft, die im Auswärtsspiel gegen den FC Vaduz ein 2:2-Unentschieden erzielte; dabei wurde er für Albert Bunjaku in der 76. Minute eingewechselt. Sein einziges Tor für den FC St. Gallen erzielte er beim 2:2 gegen den FC Basel zum zwischenzeitlichen 1:1. Zum Ende der Saison 2014/15 wurde der auslaufende Vertrag nicht mehr verlängert; Sikorski wurde vom österreichischen Bundesligisten SV Ried verpflichtet, bei dem er einen bis zum 30. Juni 2017 gültigen Vertrag erhielt. Für den Verein debütierte er am 25. Juli 2015 (1. Spieltag) bei der 0:3-Niederlage im Auswärtsspiel gegen den SK Rapid Wien und erzielte sein erstes Tor am 8. August 2015 (3. Spieltag) bei der 1:4-Niederlage im Auswärtsspiel gegen den SV Mattersburg mit dem Treffer zum zwischenzeitlichen 1:1 in der 23. Minute.
Nach der Saison 2015/16 verließ er die SV Ried. Im September 2016 wechselte er zum russischen Zweitligisten FK Chimki. Sein Debüt gab er am 26. September 2016 (14. Spieltag) beim torlosen Remis im Auswärtsspiel gegen Baltika Kaliningrad; sein erstes Ligator erzielte er am 2. Oktober 2016 (15. Spieltag) beim 2:1-Sieg im Heimspiel gegen die Zweitvertretung von Zenit Sankt Petersburg mit dem Treffer zum 1:0 in der 28. Minute. Nach seinem letzten Punktspiel am 26. November 2016 (24. Spieltag) kam er nicht mehr zum Einsatz, sodass er sich zu Beginn des Jahres 2017 dem rumänischen Erstligisten Gaz Metan Mediaș anschloss. Nach fünf aufeinanderfolgenden Spieltagen (22. bis 26.), in denen er zwei Tore erzielte, wirkte er ferner in den Spielen der Relegationsrunde mit, in der er in zehn Spielen ebenfalls zwei Tore erzielte.
Zur Saison 2017/18 wurde er vom zyprischen Erstligaaufsteiger Paphos FC verpflichtet, für den er am 26. August 2017 (2. Spieltag) bei der 0:3-Niederlage im Auswärtsspiel gegen Ethnikos Achnas debütierte.
Nach der Saison 2017/18 verließ er den Verein und wechselte nach Famagusta zum Ligakonkurrenten Nea Salamis. Nach der Saison 2018/19 verließ er Nea Salamis. Im September 2019 wechselte er nach Spanien zum Drittligisten CD Guijuelo. Nach 12 Einsätzen für den Verein in der Segunda División B verließ er Guijuelo nach der Saison 2019/20. Daraufhin wechselte er zur Saison 2020/21 erneut nach Zypern, wo er sich dem Zweitligisten Aris Limassol anschloss. Mit Aris stieg er zu Saisonende in die First Division auf. In der Saison 2022/23 wurde er dann mit Aris sogar zyprischer Meister. Anschließend beendete er seine Karriere im Juli 2023 und wurde Sportdirektor von Limassol.

### Nationalmannschaft
Daniel Sikorski gehörte der Nationalmannschaft des ÖFB an, die bei der vom 18. bis 29. Juli 2006 in Polen ausgetragenen U-19-Europameisterschaft ins Halbfinale vordringen konnte. Als U-20-Nationalspieler war ihm die Teilnahme an der Junioren-Weltmeisterschaft 2007 vergönnt. Für die U-21-Nationalmannschaft spielte er 2008 dreimal und erzielte zwei Tore.

## Erfolge
- Halbfinalist der U-19-EM 2006
- Zweiter der A-Juniorenmeisterschaft 2006  mit dem FC Bayern München

## Sonstiges
Daniel Sikorski ist der Sohn des ehemaligen polnischen Fußballprofis Witold Sikorski (* 1958), der von 1978 bis 1988 für Legia Warschau spielte.